# Raphael Christen

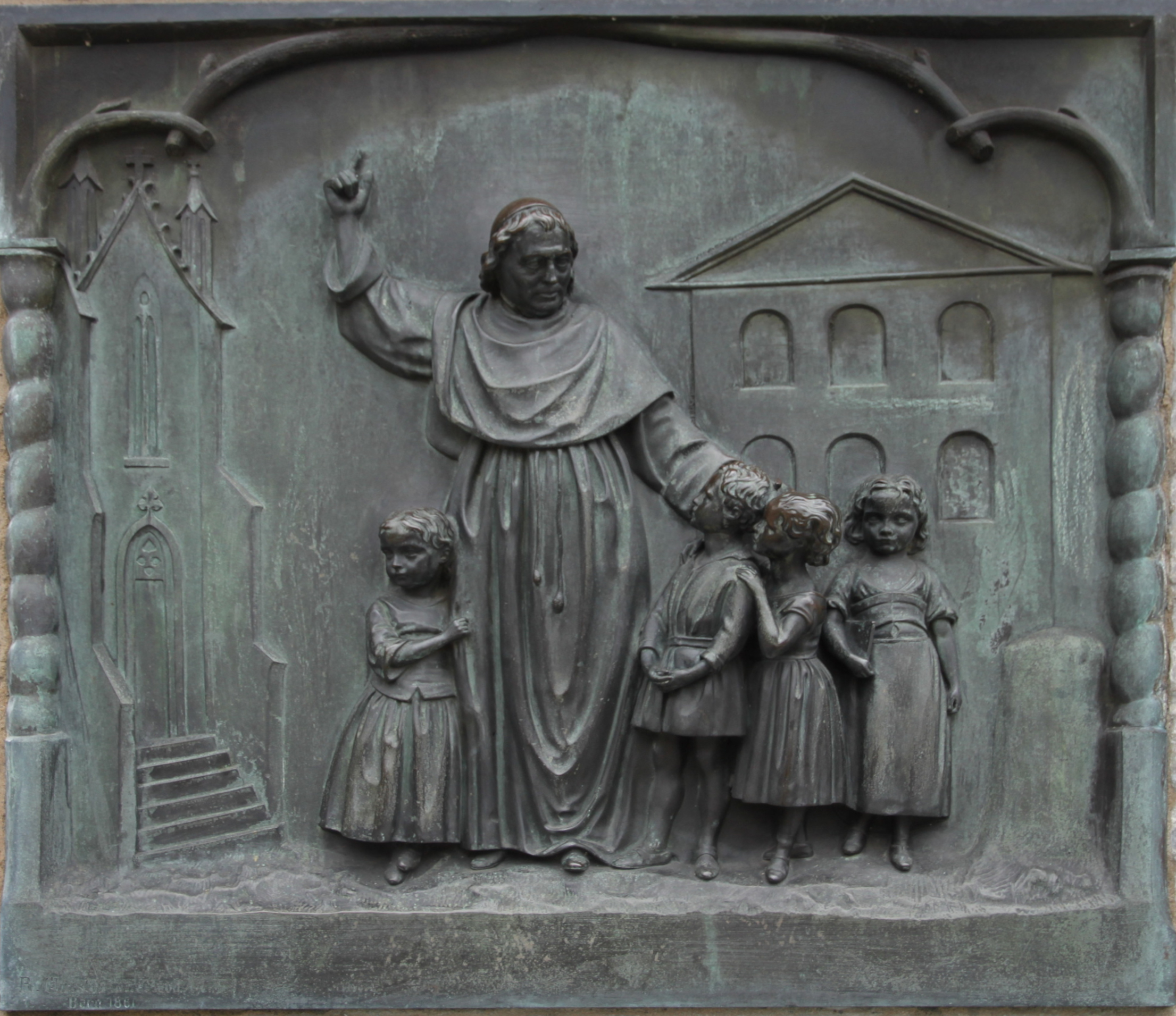
Relief von 1861, von Raphael Christen auf dem Denkmal für Père Girard in Freiburg (Schweiz)

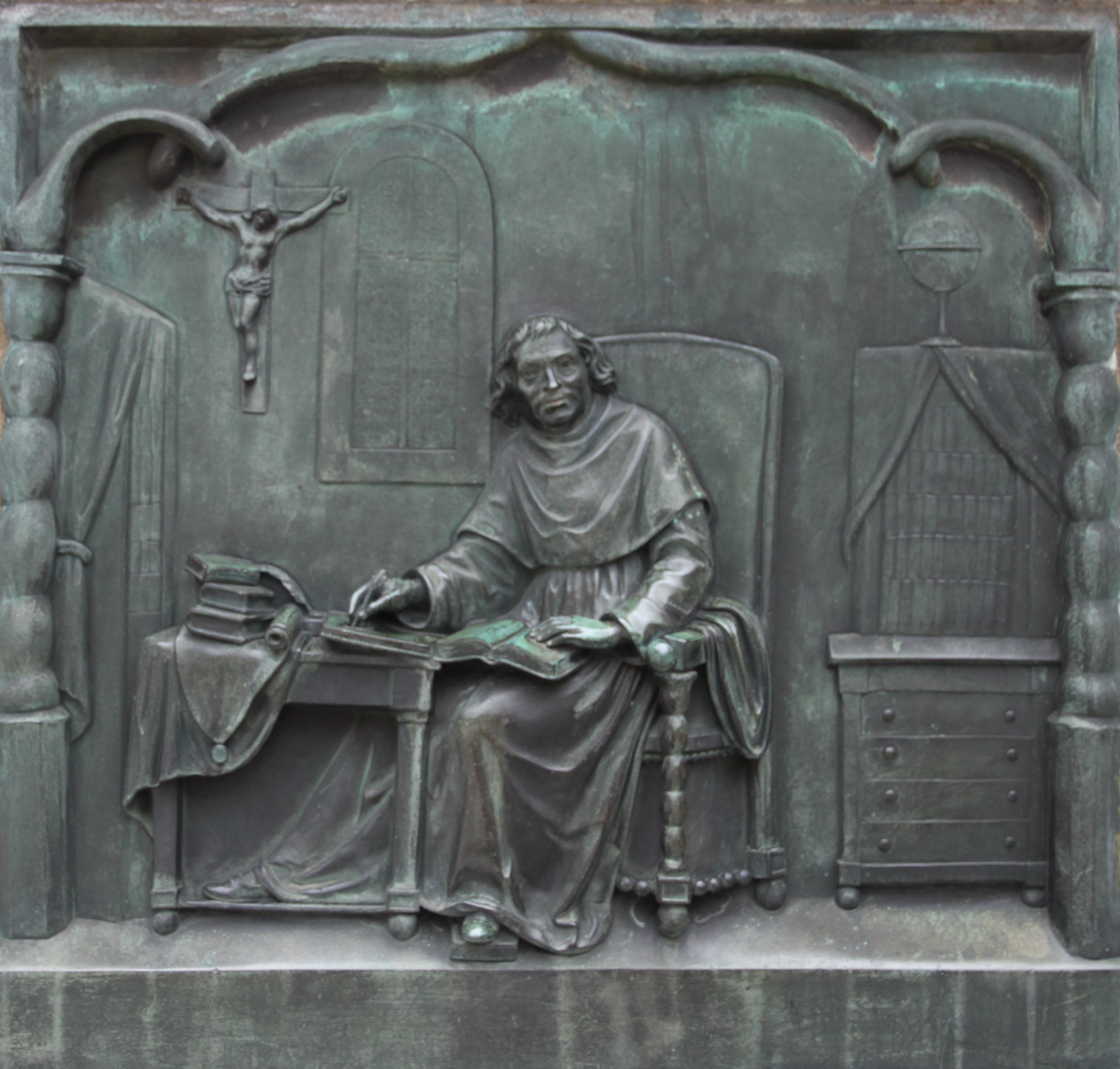
Relief auf dem Père Girard-Denkmal in Freiburg (Schweiz)

Raphael Christen (* 16. Juli 1811 in Basel; † 14. Januar 1880 in Bern) war ein Schweizer Bildhauer.
Er war der Sohn des Bildhauers Joseph Maria Christen. Er absolvierte in Bern eine Bildhauerlehre bei Valentin Sonnenschein und Joseph Simon Volmar. 
Karl Viktor von Bonstetten ermöglichte ihm einen Aufenthalt in Rom, wo er sich bei Bertel Thorvaldsen weiterbildete. Danach war er kurze Zeit Lehrer an der Holzschnitzerschule in Brienz und liess sich schliesslich in Bern nieder. Er schuf zahlreiche Büsten, u. a. 1847 von Guillaume-Henri Dufour und um 1848 von Friedrich Frey-Herosé. Zu seinen wichtigsten Werken gehören vier Statuen an der Fassade der Schweizerischen Nationalbank, zwei Rundmedaillons am Kunstmuseum Bern und die Bronzestatue der Berna des Bernabrunnens.
Weitere Werke sind zwei Reliefs auf dem Père-Girard-Denkmal in Freiburg (Schweiz) von 1861. Das eine stellt Père Girard als Erzieher der Kinder dar, das andere den Gelehrten in seinem Arbeitszimmer.